# Masakr v Sijekovaci
Vraždy v Sijekovaci, nazývané také Masakr v Sijekovaci, se týkají zabíjení srbských civilistů v Sijekovaci u Bosanského Brodu v Bosně a Hercegovině 26. března 1992. Útočníci byli příslušníci jednotek chorvatské a bosenské armády. Přesný počet obětí není znám. Původní hlášený počet byl jedenáct, zatímco úřady Republiky srbské uvedly 47, nicméně exhumace v Sijekovaci prováděné po dobu dvou týdnů v roce 2004 odhalily 58 těl obětí, z nichž 18 byly děti.

## Pozadí
Boje v Posáví začaly 3. března 1992 poté, co Srbská demokratická strana (SDS) vyhlásila srbskou obec v Bosanském Brodě a pokusila se převzít kontrolu od Bosňáků a Chorvatů. Síly srbské územní obrany postavily ve městě barikády a pokusily se zmocnit strategicky důležitého mostu spojujícího město s Chorvatskem, což přimělo místní Chorvaty a Muslimy k vytvoření společného velitelství a požádat o pomoc chorvatskou armádu sídlící hned za hranicí ve Slavonském Brodě. Podle místní zprávy dopadlo na Bosanski Brod první den srbského útoku 200 střel. Ani jedné straně se nepodařilo zvítězit a Jugoslávská lidová armáda (JNA) vyslala do města svou 327. motorizovanou brigádu. Po několikatýdenním příměří JNA a srbské milice znovu zaútočily na město, zahájily těžké dělostřelecké bombardování a palbu odstřelovačů a v chorvatské čtvrti města došlo k rabování.
Chorvati odpověděli útokem na vesnici Sijekovac na pravé straně řeky Sávy naproti Chorvatsku. V době, kdy začínala bosenská válka, bylo stále osídleno příslušníky všech tří etnických skupin Bosny a Hercegoviny. Po prvních zprávách v roce 1992 přiletěli vrtulníkem tři členové předsednictva Bosny a Hercegoviny, aby prošetřili hlášený „tucet zabitých civilistů“. Původní hlášený počet obětí byl jedenáct.

## Události
Podrobná svědectví o vraždách, mučení a znásilňování, která následovala poté, co chorvatské jednotky obsadily vesnici, zaznamenal ICTY, ale nikdo nebyl nikdy obviněn; místo toho byla v roce 2004 veškerá dokumentace předána soudům v Sarajevu. Soud probíhal v roce 2014. V červenci 2016 se objevilo písemné svědectví o zločinech, dokumenty umožňující příslušníkům chorvatských jednotek sexuálně zneužívat uvězněné srbské ženy, podepsané místním velitelem Ahmetem Čauševićem.
Úřady Republiky srbské označily místo památníkem se seznamem 47 obětí. Mezi ty, které srbská strana veřejně zapletla, je 108. brigáda chorvatské národní gardy (tehdy přejmenovaná na chorvatskou armádu), zásahová jednotka Armády Republiky Bosna a Hercegovina a chorvatské obranné síly.
V roce 2002, během líčení ICTY ohledně Prijedorského masakru proti Milomiru Stakićovi, bývalému vůdci bosenských Srbů v Prijedoru, obhajoba povolala osobu, která přežila údajný masakr v Sijekovaci, aby podpořila tvrzení, že bosenské války nezpůsobili Srbové, ale vpády chorvatské armády na bosenské území severně od Šamacu.
V roce 2004 soudkyně Zenicko-dobojského soudu a členka komise Federace Bosny a Hercegoviny pro pátrání po pohřešovaných osobách Enisa Adrović poznamenala, že během exhumací, které trvaly 14 dní  a byly provedeny pod dohledem Mezinárodní komise pro zmizelé osoby, se našlo 58 mrtvol. Oběťmi byli většinou srbští civilisté. Prvních 8 nalezených těl mělo osobní předměty (oděv, opasek, knoflíky, brýle), ale zbývajících 49 [sic] těl nemělo žádné předměty, které by mohly pomoci při jejich identifikaci. Mezi nimi bylo 18 těl dětí. Pozorovatelé RS zmiňovali možnost nelegálního obchodu s lidskými orgány, protože oběti byly většinou nahé.
Několik exhumačních úředníků zpočátku mělo podezření, že většina obětí byli civilisté z Vukovaru, včetně Gorana Krčmara, člena Úřadu pro pohřešované osoby Republiky srbské a okresního prokurátora Doboje Slavka Krulje, který se odvolal na Informační centrum Veritas. Exhumaci nebyli přítomni žádní zástupci Úřadu pro pohřešované osoby Chorvatské republiky. Savo Štrbac, ředitel Informačního centra Veritas, tvrdil, že počet nalezených dětí výrazně převyšuje počet dětí skutečně hlášených jako pohřešované ze Sijekovace. V roce 2004 Veritas vypsal 22 srbských dětí pohřešovaných z vukovarské nemocnice v roce 1992. Tomo Aračić, prezident Udruženje '92, organizace, která exhumaci v první řadě iniciovala, řekl, že nemají žádné aktuální informace o žádných vukovarských dětech v Sijekovaci. Předseda komise Federace Bosny a Hercegoviny pro pohřešované osoby Marko Jurišić tvrdil, že totožnost většiny těl je neznámá a že takové podrobnosti může určit pouze analýza forenzních expertů.
V květnu 2010 toto místo navštívili vůdci Republiky srbské (Rajko Kuzmanović a Milorad Dodik), chorvatský prezident (Ivo Josipović) a významný bosenský vůdce (Sulejman Tihić), aby vzdali úctu asi padesáti civilním obětem událostí z března 1992 v místním pravoslavném kostele Markéty Antiochijské. Místo a návštěva vyvolaly v Chorvatsku určitou kontroverzi, s obviněními z nevhodného chování vznesenými proti prezidentu Josipovićovi a úřadům Republiky srbské za nesprávné přisouzení některých obětí.